# Mont Wanyang
Le mont Wanyang (chinois simplifié : 万洋山 ; chinois traditionnel : 萬洋山 ; pinyin : wàn yáng shān ; litt. « Mont des dix milles océans ») est l'une des trois montagnes de la cordillère Luoxiao en Chine.